# Twa Bassens
Twa Bassens (auch: 3 Basins) ist ein kleiner Wasserfall auf der Karibikinsel Dominica.
Der Wasserfall liegt im Parish Saint David, ganz in der Nähe der Siedlung Rivière Cirique am Mahaut River, kurz oberhalb der Küstenstraße.